# Ардуд
Ардуд (рум. Ardud) — місто у повіті Сату-Маре в Румунії. Адміністративно місту підпорядковані такі села (дані про населення за 2002 рік):
- Ардуд-Вій (105 осіб)
- Баба-Новак (571 особа)
- Джереуша (453 особи)
- Медерас (1076 осіб)
- Серетура (62 особи)

Місто розташоване на відстані 433 км на північний захід від Бухареста, 16 км на південь від Сату-Маре, 110 км на північний захід від Клуж-Напоки.

## Населення
За даними перепису населення 2002 року у місті проживали 6486 осіб.
Національний склад населення міста:
| Національність   | Кількість осіб | Відсоток |
| ---------------- | -------------- | -------- |
| румуни           | 4025           | 62,1%    |
| угорці           | 1304           | 20,1%    |
| цигани           | 730            | 11,3%    |
| німці            | 413            | 6,4%     |
| українці         | 10             | 0,2%     |
| росіяни-липовани | 1              | < 0,1%   |
| словаки          | 1              | < 0,1%   |
| італійці         | 1              | < 0,1%   |

Рідною мовою назвали:
| Мова       | Кількість осіб | Відсоток |
| ---------- | -------------- | -------- |
| румунська  | 4139           | 63,8%    |
| угорська   | 2293           | 35,4%    |
| німецька   | 40             | 0,6%     |
| циганська  | 9              | 0,1%     |
| українська | 2              | < 0,1%   |
| словацька  | 1              | < 0,1%   |
| італійська | 1              | < 0,1%   |

Склад населення міста за віросповіданням:
| Релігія        | Кількість осіб | Відсоток |
| -------------- | -------------- | -------- |
| православні    | 2707           | 41,7%    |
| римо-католики  | 2118           | 32,7%    |
| греко-католики | 901            | 13,9%    |
| п'ятдесятники  | 328            | 5,1%     |
| реформати      | 271            | 4,2%     |
| баптисти       | 151            | 2,3%     |
| унітарії       | 4              | 0,1%     |
| атеїсти        | 3              | < 0,1%   |
| адвентисти     | 2              | < 0,1%   |
| бретрени       | 1              | < 0,1%   |

## Зовнішні посилання
- Дані про місто Ардуд на сайті Ghidul Primăriilor [Архівовано 5 лютого 2012 у Wayback Machine.]